# 인구시인
인구시인(러시아어: ингуш)은 러시아의 인구시 공화국에 거주하고 있는 민족으로, 인구는 대략 15만 명이다. 일부는 카자흐스탄과 터키에도 거주한다.
인구시라는 민족명은 그들의 거주지에 있는 안구시트라고 하는 마을의 명칭에서 유래된 것으로, 인구시어에 의한 명칭은 갈가이(гІалгІай)라고 한다.
주로 이슬람교를 믿고 있는 인구시인은 체첸인과 민족적으로 매우 밀접한 관계에 있고, 인구시어도 체첸어와 같은 캅카스 제어의 나흐제어라고 하는 그룹에 속한 언어라고 여겨져 함께 나흐족이라는 분류로 묶인다.
북동카프카스의 테레크강에 살고 있던 체첸인과 인구시인은, 17세기 이후에 러시아 제국의 침공을 받으면서, 이슬람 지도자를 중심으로 러시아 제국의 공격을 막았다. 그러나 테레크 강 하류의 체첸인, 인구시인 거주지대의 근처에, 블라디카프카스가 건설된 18세기말 무렵부터 러시아의 압력에 저항할 수가 없어서, 19세기에는 블라디카프카스에 가까운 현재의 북오세티야 공화국 동부에서 인구시 공화국에 걸친 지역의 사람들이 러시아의 지배하에 들어갔다. 러시아인은 북동카프카스인을 인구시인이라고 불렀고, 더욱더 저항을 계속하는 동쪽의 산악민 체첸인과는 구별했다.

## 같이 보기
- 인구시 공화국